# Hellenizmus (vallás)
A hellenizmus (görögül: Ἑλληνισμός), vagy hellén népi vallás (Ἑλληνικὴ ἐθνική θρησκεία), ismert hellén politeizmus, dodekateizmus (Δωδεκαθεϊσμός) és olümpianizmus (Ὀλυμπιανισμός) néven is, azokra a különféle vallási mozgalmakra utal, amelyek az ókori görög vallás gyakorlását igyekeznek feléleszteni vagy rekonstruálni. A mozgalmak az 1990-es évektől jelentek meg. A hellén vallás a görög istenekre, főként a tizenkét olimpiai istenre összpontosító hagyományos vallás és életmód, melynek követői az ókori görög értékrendet és erényeket tartják szem előtt.

## Csoportok és öndefiníciók

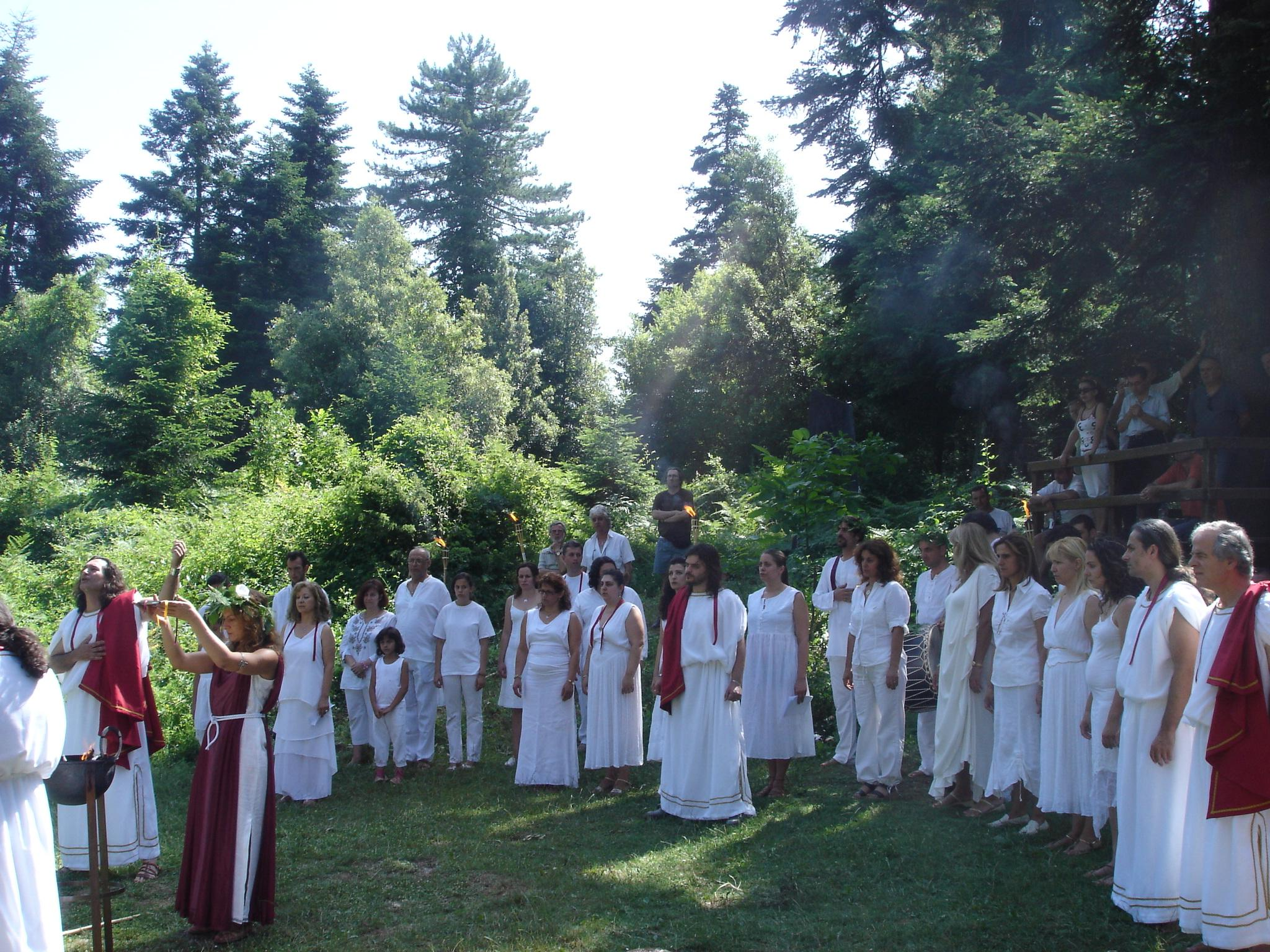
Az Ethnikoi Hellenes Legfelsőbb Tanácsa szertartása

A dodekateizmus (tizenkét isten tisztelete) Görögországból terjedt el, de más országokban is előfordul. A mozgalom vezetői 2005-ben azt állították, Görögországban a hívők száma eléri a kétezret, és további százezer ember valamennyire érdeklődik a téma iránt. A hívők teljes számáról hivatalos adat nincsen.
A vallásnak hivatalos neve nincs, de informálisan több nevet is használnak, melyek az egyes szervezetek és hívők által követett tanok tudományosan elfogadott leírásán alapulnak. A leggyakoribb kifejezés a hellenizmus, melyet a mai hívek főként a modern politeista vallásra használnak, de utalhat az ókori görög vallásra és kultúrára is. A kifejezés eredetileg Julianus római császártól ered, aki rendszerbe foglalta és felélesztette a görög vallást. Julianus a görögök hagyományos vallását értette a kifejezés alatt. (A modern görögben a szónak más, ehhez nem kapcsolódó jelentései is vannak.) Az egyes csoportok emellett több más nevet is használnak, hogy megkülönböztessék egymástól a különféle ágazatokat, illetve az egyes városállamok nyilvános vallásgyakorlására épülő modern hagyományokat. A hellén vallás, illetve hellén politeizmus kifejezések is használhatóak a vallásra, míg a hellén politeista rekonstrukcionizmus inkább a módszertanra utal, mellyel egyes hívek felélesztik a vallás egy-egy változatát. Nem minden hellén politeista tartja magát rekonstrukcionistának. A vallásra használják a dodekateizmus és az olümpianizmus kifejezéseket is, bár ritkábban.

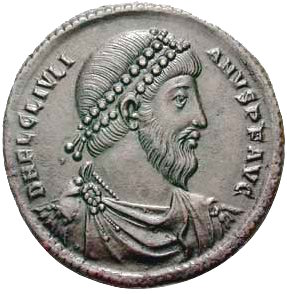
Julianus császár

### Görögországban

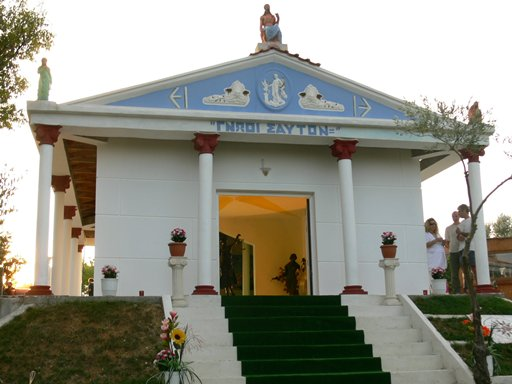
Modern hellén templom Arisztotelész Kakogeorgiu birtokán, Thesszalonikiben.

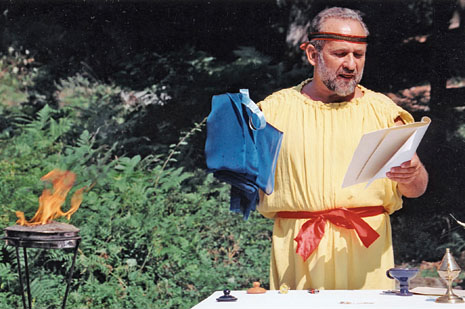
Szertartást celebráló pap

Az első görög szervezet, amely nyíltan támogatta a hellén vallás felélesztését, az 1997-ben alapított Ύπατο Συμβούλιο των Ελλήνων Εθνικών (Ethnikoi Hellenes Legfelsőbb Tanácsa, más néven YSEE) volt, amely napjainkban is aktív. Az YSEE a Népi Vallások Világkongresszusának alapító tagja, melynek hetedik éves kongresszusát is megrendezte, 2004 júniusában. Az YSEE jelen van az Egyesült Államokban, Kanadában, Ausztráliában és Németországban is. Nyilvános tevékenysége és tagjai száma alapján nevezhető a vallást nyilvánosan felélesztő mozgalom meghatározó és vezető szervezetének. Az YSEE tagja az Európai Unió diszkriminációellenes akciócsoportjának is. A szervezet főként népi/nemzeti politeizmusnak vagy eredeti hellenizmusnak nevezi a vallást.
2008-as alapítása óta szintén nagyon aktív szervezet a Labrys is, amely főként a hellenizmus vagy görög politeizmus vallási aspektusaira összpontosít, és elkerüli a kereszténységellenes retorikát és tevékenységet. Hetente nyilvános szertartást rendeznek, és a politeizmus gyakorlati népszerűsítésére más módokat is alkalmaznak, például a zenét és a színjátszást. A Labrys világszerte igyekszik terjeszteni a hellének közt a házi istentisztelet aktív gyakorlásának szükségességét és az elgondolást, hogy a vallásgyakorlás kiindulópontját a család és a közösség kell, hogy képezze. A közösség 2008 óta megrendezi Athén legnagyobb fesztiválját, egyben aktívan és támogatóként vesz részt a legrégebbi görögországi hellén ünnep, a Promitheián is, melyet az Olümposzon tartanak meg minden évben.
A többi görög szervezet, köztük a Dodekatheon (Δωδεκάθεον, Dōdekátheon, „a tizenkét istené”), a Helliniki Hetaireia Archaiophilon (Societas Hellenica Antiquariorum) és a Thyrsos különféle kifejezéseket használ saját magára, köztük az ἑλληνικὴ θρησκεία (hellēnikē thrēskeîa, „hellén vallás”), hellén politeista vallás és hellenizmus kifejezéseket.
A Dodekatheon és az YSEE egyaránt a „tradicionális”, „népi/nemzeti” és „eredeti” jelzőket használja vallásukra. Vlasszisz Rassziasz görög politeista szerző népszerű könyvsorozatot írt a keresztények által elkövetett hellénüldözésekről, a Hellén Egyház nevű szervezet pedig nyíltan a kereszténység teljes kiirtására szólít fel míg az athéni Ellinais csoport a világbékére és az emberek testvériségére helyezi a hangsúlyt.

### Görögországon kívül
Görögországon kívül 1998 körül kezdtek megjelenni a hellén vallási szervezetek, de vannak, akik azt állítják, hogy már az 1970-es évek óta gyakorolják a hagyományos görög vallást.
Az Egyesült Államokban a Hellenion hellén politeista szervezet „hellén pogány rekonstrukcionizmusra” törekszik, és nagy hangsúlyt fektet a történelmi pontosságra. A csoport a Hellenismos (Ἑλληνισμός, Hellēnismós) szót használja a vallásra. A Hellenion pontos taglétszáma nem nyilvános, a tagdíjfizetés alapján történt nemhivatalos becslés szerint 2007-ben 43-an lehettek, de figyelembe kell venni azt is, hogy aki nem tudja kifizetni a tagdíjat, annak elengedik. 2010 elején a szervezetnek egy démosza (helyi gyülekezet) és hat protodémosza (alakuló gyülekezet háromnál kevesebb taggal) volt, melyek szertartásokat rendeznek és más rendezvényeket szerveznek a tagoknak és gyakran a nyilvánossának is. A Hellenion hivatalosan elismert képzést biztosít papsága számára, emellett hitoktatást felnőtteknek, és más képzéseket a tagoknak.
Egy másik amerikai csoport, az Elaion a dodekateizmus szót használja hitére (dodeka, „tizenkettő + θεϊσμός, theïsmós, „istenhit”). Jelenlegi taglétszámukról nincs adat.

## Fordítás
- Ez a szócikk részben vagy egészben  a   Hellenism (religion) című angol Wikipédia-szócikk fordításán alapul.  Az eredeti cikk szerkesztőit annak laptörténete sorolja fel. Ez a jelzés csupán a megfogalmazás eredetét és a szerzői jogokat jelzi, nem szolgál a cikkben szereplő információk forrásmegjelöléseként.

## Ajánlott irodalom
- Panopoulos, Christos. Hellenic Polytheism - Household Worship. CreateSpace (2014). ISBN 978-1503121881
- Addey, Tim. The Seven Myths of the Soul. Prometheus Trust (2000). ISBN 978-1-898910-37-4
- Addey, Tim. The Unfolding Wings: The Way of Perfection in the Platonic Tradition. Prometheus Trust (2003). ISBN 978-1-898910-41-1
- Mikalson, Jon D. Ancient Greek Religion (Blackwell Ancient Religions). Wiley-Blackwell (2004). ISBN 978-0-631-23223-0
- Stone, Tom. Zeus: A Journey Through Greece in the Footsteps of a God. Bloomsbury USA (2008). ISBN 978-1-58234-518-5